# Kushimoto
Kushimoto (Japans: 串本町; -cho) is een kustgemeente in het District Higashimuro van de prefectuur Wakayama . Op het grondgebied van de gemeente bevindt zich het meest zuidelijke punt van Japans grootste eiland, Honshu. Het centrum van de gemeente bevindt zich op een nauwe landengte of istmus die langs beide zijden omgeven wordt door de Stille Oceaan.
Kushimoto wordt begrensd door Susami in het westen, Kozagawa in het noorden en Nachikatsuura in het oosten.
In augustus 2006 had de gemeente 20.382 inwoners en een bevolkingsdichtheid van 150,11 inw./km². De oppervlakte van de gemeente bedraagt 135,78 km².

## Geschiedenis
Het huidige Kushimoto ontstond op 1 april 2005. Op deze datum fusioneerde de gemeente Kushimoto van het District Nishimuro met de gemeente Koza van het Higashimuro District tot de nieuwe gemeente Kushimoto. Deze nieuwe gemeente maakt deel uit van het Higashimuro District.